# Damian Kostka
Damian Kostka (ur. 5 lipca 1991 w Poznaniu) – polski kontrabasista i basista, absolwent Akademii Muzycznej im. Karola Lipińskiego we Wrocławiu oraz Akademii Muzycznej im. Ignacego Jana Paderewskiego w Poznaniu.

## Życiorys
Na swoim koncie ma wiele nagród, zarówno indywidualnych, jak i zespołowych, zdobytych na festiwalach i konkursach (m.in. Jazz nad Odrą, Bielska Zadymka Jazzowa, Krokus Jazz Festiwal). Pobierał nauki u Rona Cartera, Gary’ego Peacocka, Dominique di Piazza, Dariusza Oleszkiewicza, a także współpracował z perkusistą i wokalistą Vinxem De’Jonem Parrette’m oraz saksofonistą Chico Freemanem.
Jest członkiem zespołu Włodek Pawlik Trio (zdobywca nagrody Grammy). Występuje również z Weezdob Collective oraz w formacjach Maciej Kądziela Trio i Global Schwung Quintet.

## Nagrody i wyróżnienia

### Global Schwung Quintet
- Team Award at Poznań Blue Note Competition (2014)[1]
- Grand Prix at 14th  Krokus Jazz Festival (2015)[2]
- 2nd place at RCK Pro Jazz Festival in Kołobrzeg (2015)[3]
- Grand Prix as a band and Individual Award for best instrumentalist at Jazz Fruit competition (Mladi Ladi Jazz Festival in Prague) (2016)[4]
- Team Award - 19 International Review of Young Jazz & Blues Bands in Gdynia (2016)[5]
- Grand Prix at 18th  Bielska Zadymka Jazzowa (Lotos Jazz Festival) (2016)[6]

### Uluru
- 1st place at Discovered by Good Time Radio Competition in category: Jazz/Acid Jazz (2015)[7]

### Weezdob Collective
- Team Award and individual for best instrumentalist at 13th  Krokus Jazz Festival (2014)[8]
- Grand Prix at 17th Bielska Zadymka Jazzowa (Lotos Jazz Festival) (2015)[9]

### Kądziela / Zagórski Trio
- Team Award at 14th Krokus Jazz Festival (2015)[2]

### Piotr Scholz Sextet
- Team Award at 52th  Jazz nad Odrą Festival in Wrocław (2016)[10]
- Grand Prix at "Jazz Wolności" Festival in Sopot (2016)

Individual Award for best instrumentalist at 51th  Jazz nad Odrą Festival in Wrocław (2015)
- Grand Prix 18th International Review of Young Jazz & Blues Bands in Gdynia (2016)
- Grand Prix at Poznań Blue Note Competition (2015)